# Ключ 95
Ключ 95 (трад. и упр. 玄) — ключ Канси со значением «глубокий»; один из 23, состоящих из пяти штрихов.
В словаре Канси всего 6 символов (из 49 030), которые можно найти c этим радикалом.

## История
Древняя идеограмма изображала нечто небольшое (возможно, коконы шелкопряда), накрытое крышкой или покрывалом.
В современном языке иероглиф используется также в значениях: «скрытый, незаметный, тайный, таинственный, непостижимый» и др.
В качестве ключевого знака иероглиф используется редко.

Вид в Цзиньвэнь
Вид в большой печати Чжуаньшу
Вид в малой печати Чжуаньшу

В словарях находится под номером 95.

## Примеры иероглифов
| Доп. штрихи | Иероглифы | Пиньинь | Перевод             |
| ----------- | --------- | ------- | ------------------- |
| 0           | 玄        | xuán    | глубокий, темный    |
| 4           | 玅        | miào    | ловкий              |
| 5           | 玆        | zī      | настоящий           |
| 6           | 率 玈     | lù lú   | ставка негритянский |

- Примечание: Ваш браузер может отображать иероглифы неправильно.